# Geodia megastrella
Geodia megastrella är en svampdjursart som beskrevs av Carter 1876. Geodia megastrella ingår i släktet Geodia och familjen Geodiidae. Utöver nominatformen finns också underarten G. m. laevispina.